# 青森中央短期大学
青森中央短期大学（日语：／ Aomori Chuō Tanki Daigaku *），简称中短（ちゅうたん），是一所位于日本青森县青森市的私立短期大学。

## 概要

### 简介
- 学校最早可以追溯到1946年[1]。短期大学为于1970年开办[1]、由学校法人青森田中学园经营。

### 历史
- 1970年 青森中央女子短期大学成立并同时设置家政学科[1]。
- 1974年 青森中央女子短期大学改校名为青森中央短期大学、开始招収男学生。家政学科分离为服装专攻[注 5]和食物营养专攻。幼儿教育学科成立[1]。
- 1978年 服装专攻[注 5]变更为家政专攻[1]。
- 1988年 管理信息学科成立[1]。家政学科家政专攻停止招生、食物营养专攻改编为食物营养学科[1]。
- 1989年 专科福利专攻成立[1]。
- 1997年 管理信息学科招生最后[1]。
- 1999年 今年12月22日管理信息学科停办[1]。
- 2003年 幼儿教育学科科改编为幼儿保育学科[1]。
- 2006年 护理学科成立[1]。
- 2006年 护理学科招生最后。

### 宪章
- 请参看青森中央短期大学的标志 （页面存档备份，存于） （日語） 2013年11月24日阅览。

## 学校环境
- 校区：在青森县青森市

## 历任校长
- 久保薰：现在短期大学校长[2]

## 组织

### 学科
- 食物营养学科
- 幼儿保育学科
- 护理学科[注 4]

### 前学科
- 家政学科[注 1]
- 管理信息学科[注 2][注 3]

### 专科
| - 福利专攻 |

### 业余课程
| - 没有 |

### 附属学校
| - 第一幼儿园 - 第二幼儿园 - 第三幼儿园 |

### 附属机关
| - 图书馆 |

## 相关链接
- 日本短期大学列表
- 青森中央学院大学